# Dunlop Tires
Dunlop Tires — бренд автомобильных шин, используемый несколькими производителями — Goodyear Tire and Rubber Company, Sumitomo Rubber Industries и Continental AG. Компания, от которой происходит бренд, была основана в 1889 году.

## История

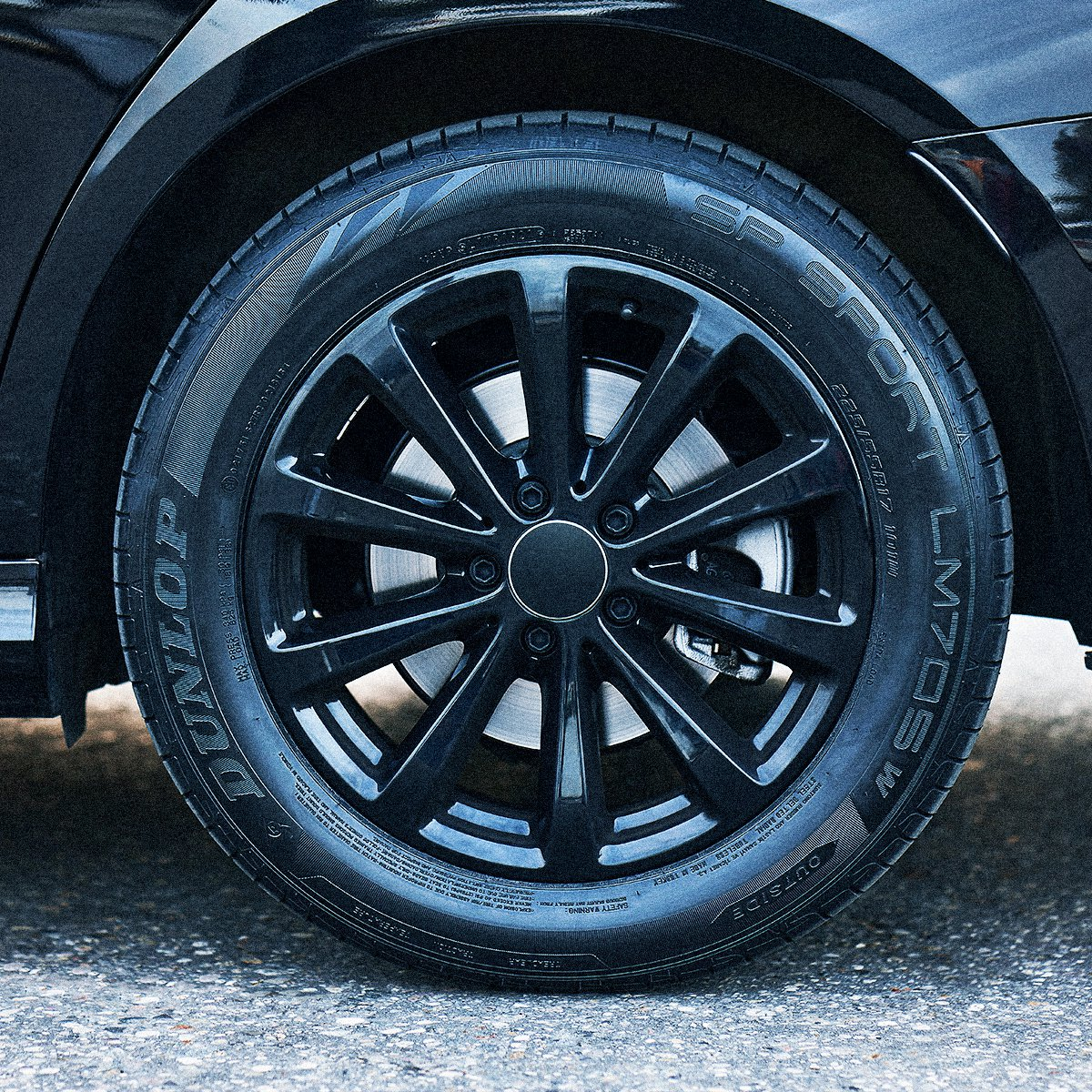
Шина Dunlop SP SPORT LM705W

В 1888 году шотландский ветеринар Джон Бойд Данлоп изобрёл надувную шину, первоначально созданную им для трёхколёсного велосипеда своего сына. Он получил патент в декабре 1888 года, но через два года он был отозван, поскольку выяснилось, что подобное изобретение уже было запатентовано в 1845 году, хотя и не нашло практического применения. Однако его изобретением заинтересовалась Ирландская ассоциация велоспорта, ею в 1889 году была создана компания Pneumatic Tyre and Booth’s Cycle Agency, в которой Данлоп получил пакет акций и место в совете директоров. Компанию возглавил Артур дю Крос. Вскоре компания была переименована в Dunlop Pneumatic Tyre Company, а главный офис перенесён из Дублина в Бирмингем. К 1892 году были открыты представительства в ряде стран Европы и в Северной Америке, а в 1893 году создан филиал в Австралии. В 1895 году Данлоп отошёл от дел компании. В 1900 году компания начала производство автомобильных шин. В 1901 году дю Крос основал новую компанию, занявшуюся производством резины, Dunlop Rubber Company, были куплены плантации каучуконосов на Цейлоне и в Малайзии. Позже, однако, дю Крос оказался замешанным в финансовых махинациях, и в 1921 году Dunlop Pneumatic Tyre обанкротилась, остатки её активов были приобретены Dunlop Rubber уже без участия дю Кроса.
В 1909 году Dunlop начала строительство первого в Японии завода по выпуску шин в городе Кобе. В этом же году японская группа Сумитомо приобрела долю в этом предприятии, и на протяжении последующих лет японский филиал Dunlop и Сумитомо тесно сотрудничали. В 1963 году Сумитомо приобрела долю Dunlop в капитале компании и переименовала в Sumitomo Rubber Industries.
В начале 1960-х годов Dunlop недооценила потенциал шин со стальным кордом, а в 1971 году сделала неудачную инвестицию в итальянскую компанию Pirelli, и в результате к началу 1980-х годов оказалась на грани банкротства. В 1984 году Sumitomo приобрела заводы Dunlop в Германии, Франции и Великобритании, а сама компания стала дочерней структурой британского промышленного конгломерата BTR plc. В 1986 году Sumitomo купила операции Dunlop и в США. Инвестиции японской компании в модернизацию заводов и сокращение 20 % рабочих позволили Dunlop уже в 1987 году начать приносить прибыль.
В 1997 году Sumitomo Rubber создала совместное предприятие с Goodyear Tire and Rubber Company по производству шин под брендом Dunlop. В рамках сотрудничества двух компаний Goodyear также приобрела 75 % в британских и американских операциях Dunlop. В 2015 году партнёрство было расторгнуто, Goodyear сохранила права на бренд Dunlop в США и Европе, Sumitomo Rubber в этих регионах может его использовать только на новых автомобилях японских производителей и на мотоциклах, а также использует его в Азии, Южной Америке, России и странах СНГ. Continental AG использует этот бренд в Малайзии.
В 2018 году был открыт Центр исследований и разработок Dunlop в Германии (г. Ханау). Предприятие занимает площадь более 30 тыс. квадратных метров. Здесь проектируются и тестируются новые шины, разрабатываются системы контроля давления в шинах.
Заводы Sumitomo по производству шин Dunlop находятся в Японии, Таиланде, Индонезии, Турции, Китае, США, Бразилии и Южной Африке. На российский рынок поставляются шины, выпущенные в Японии, Таиланде, Индонезии и Турции. Это 4 завода в Японии: Идзумиоцу (открыт в 1944 году в провинции Осака), Нагоя (основан в 1961 году в префектуре Айти), Ширакава (открыт в 1974 году в провинции Фукусима), Миядзаки (заработал в 1976 году в префектуре Миядзаки), — завод в Индонезии, который был основан в 1995 году, завод в Таиланде, заработавший в 2005 году. Самый новый завод был открыт в 2015 году в Турции.

## Dunlop в автоспорте
С 1923 года Dunlop принимает участие в автогонках «24 часа Ле-Мана». В 1924 году состоялась первая победа в гонке, всего на счету Dunlop 34 победы за всю историю проведения соревнования.
С 1950 по 1977 год была официальным поставщиком шин для Формулы-1.

## Технология
Dunlop использует несколько запатентованных технологий для обеспечения производительности своих шин. Шины, изготовленные для разных условий езды, разработаны на основе определённых технологий.
- Noise Shield. Технология шумозащиты. Она позволяет уменьшить уровень шума до 50 %[6]. Эта технология представляет собой внедрение усовершенствованного слоя пенополиуретана внутрь шины, чтобы уменьшить шум. Таким образом, технология позволяет уменьшить уровень шума без ущерба для производительности.
- Multi Blade System. Dunlop использует эту технологию в производстве зимних шин. Структура таких зимних шин имеет несколько типов протектора, каждый из которых подходит для особых условий езды зимой.
- Specific Bead Seat System. Эта технология была разработана для точной езды. Она представляет собой усиление боковой стенки колеса, что в свою очередь укрепляет связь между шиной и ободом для создания более прочной конструкции и повышения стабильности. Как результат, такие шины более управляемы, более устойчивы и позволяют максимально точно входить в повороты.
- RunOnFlat Tyres. Dunlop разработал эту технологию, чтобы позволить проехать на определённое расстояние (до 50 миль), даже с проколотой шиной. Тем не менее, эти шины могут использоваться только на транспортных средствах, предназначенных для этого и оснащёнными системой TPMS.
- 4D Nano Design — технология компьютерного моделирования и оптимизации характеристик состава резиновой смеси, в зависимости от назначения конкретной модели шин.
- Silent Core — технология поглощения шума, которая предполагает оснащение шин специальной полиуретановой вставкой, которая обеспечивает снижение шума.
- SUN SYSTEM — запатентованная система производства Sumitomo Rubber Industries, объединяющая несколько производственных процессов для создания единой компактной автоматизированной производственной линии и позволяющая выпускать шины с идеальной геометрией.
- Шип AntiTilt — направленный шип уникальной формы: со скошенным сердечником, более широким основанием и двумя острыми зубцами. Шип отлично входит в лед, надежно фиксируется в шине, мало весит, меньше подвержен износу.
- 3D-ламели Miura Ori — зигзагообразные ламели увеличенной длины, применяемые для зимних шин Dunlop и помогающие блокам протектора шины цепляться за неровности дороги.